# Nowhere Man
Pour les articles homonymes, voir Nowhere Man (homonymie).
Pistes de Yesterday and Today
I'm Only Sleeping  Doctor Robert
Pistes de Rubber Soul
You Won't See Me Think for Yourself
Nowhere Man (ce qui peut se traduire par L'homme de nulle part) est une chanson des Beatles écrite par John Lennon (créditée Lennon/McCartney), enregistrée aux studios Abbey Road les 21 et 22 octobre 1965, et publiée le 3 décembre suivant sur l'album Rubber Soul. 
Titre autobiographique signé John Lennon, Nowhere Man, quatrième plage du 33 tours original, est la première chanson des Beatles qui ne traite pas du thème des relations homme/femme, c'est-à-dire l'amour. Elle marque en ce sens l'évolution de son auteur vers des textes plus personnels et plus philosophiques. 
Sortie en single en Amérique du Nord, la chanson fut classée n°1 au Canada et au 3e rang du Billboard Hot 100 en février 1966.

## Composition
John Lennon compose Nowhere Man au petit matin, après une virée nocturne. Il se trouve dans sa maison de Kenwood, Weybridge. L'inspiration ne vient pas. « J'avais arrêté de chercher » a-t-il raconté au biographe Hunter Davies. Au bout de cinq heures, « rien ne venait. Je me sentais frustré et je suis allé m'allonger, abandonnant tout espoir. Et là, j'ai vraiment eu l'impression d'être un homme de nulle part, assis dans son pays qui n'existe pas ». « Alors tout m'est arrivé, paroles et musique, tout le machin... ».
Mettant un terme aux spéculations qui fleurissaient à l'époque de la parution de Nowhere Man, John Lennon a donc fini par expliquer que l'« homme de nulle part, assis dans son pays de nulle part, faisant des plans de rien pour personne » mais qui a « le monde à ses pieds » (« Nowhere Man, the world is at your command »), c'était lui.
« C'était une chanson très auto-dénigrante, écrite par lui. Il a dit plus tard, chose qu'il ne m'avait pas dite à l'époque, qu'il avait écrit cette chanson en pensant à lui-même, il pensait qu'il n'allait nulle part », confirme Paul McCartney. « En fait je crois que c'était à propos de l'état de son mariage. Il était à cette époque un peu insatisfait de la façon dont ça se passait ; enfin ça a fait une très bonne chanson. Il en a fait une chanson à la troisième personne, mais il était assez intelligent pour écrire « n'est-il pas un peu comme vous et moi ? ». « Moi » étant le mot final. C'était l'un des meilleurs morceaux de John. »

## Enregistrement
Les premiers travaux sur Nowhere Man débutent le 21 octobre 1965 en fin d'après-midi, après plusieurs heures de travail sur Norwegian Wood (This Bird Has Flown). On ne dénombre alors que deux prises : la première est un faux départ, et la deuxième une tentative plus élaborée à base de guitare. Très vite cependant, Lennon se rend compte que la chanson nécessite plus de travail. Le lendemain, la chanson est mise en boîte dans l'après-midi, après une matinée consacrée à In My Life. Trois prises sont réalisées, et le soir, les harmonies sont retravaillées sur la deuxième, jugée meilleure.
La version mono est mixée le 25 octobre, et la version stéréo le lendemain, jour où les Beatles sont reçus au palais de Buckingham pour être faits MBE.

## Analyse musicale
La chanson se fonde sur des harmonies vocales par Lennon, McCartney et Harrison. Ce dernier ponctue chaque couplet d'une phrase musicale à la guitare électrique. Il interprète également un solo.
Les couplets alternent entre la description du protagoniste, chantée par les trois interprètes, et de passages où Lennon s'adresse directement à celui-ci pendant que les deux autres chanteurs répètent des harmonies en « la-lala ».

## Parution

### Publication et réception
La chanson sort le 3 décembre 1965 en quatrième position sur la face A de l'album Rubber Soul, qui est très bien accueilli par la critique et se classe numéro 1 des ventes. Dans les années 2000, plusieurs magazines le classent parmi les 10 meilleurs albums de tous les temps.
Nowhere Man sort par ailleurs en single dans différents pays (mais pas au Royaume-Uni, avec comme face B la chanson What Goes On, également présente sur l'album. Il se classe en tête des classements canadiens et australiens, et atteint la troisième place du Billboard hot 100.

#### Publication en France
La chanson arrive en France en juin 1966 sur la face B d'un 45 tours EP (« super 45 tours ») ; elle est accompagnée  de Rain. Sur la face A figurent Paperback Writer et The Word. La photo de la pochette est prise dans les studios Twickenham le 23 novembre 1965 lors du tournage du film promotionnel de la chanson Help!.

### Interprétations en concert
Nowhere Man, majoritairement chantée en harmonie à trois voix (Lennon, McCartney et Harrison), fait partie des rares chansons de Rubber Soul (avec If I Needed Someone de George Harrison) que les Beatles interprétèrent en public lors de leurs derniers concerts durant l'été 1966.

### Au cinéma
Dans le dessin animé Yellow Submarine (1968), les Beatles, en chemin pour sauver Peperland des méchants Blue Meanies rencontrent Jeremy Hilary Boob, Ph. D., un étrange petit personnage avec un gros corps en fourrure, un visage bleu, des oreilles rose vif et une queue. Il parle en vers et se décrit comme un « eminent physicist, polyglot classicist, prize-winning botanist, hard-biting satirist, talented pianist, good dentist too » (« éminent physicien, polyglotte classique, botaniste primé, satire mordant, pianiste talentueux et bon dentiste aussi »). Le groupe réalise alors qu'une de ses chansons résume bien le personnage de Jeremy et se met à interpréter Nowhere Man... Par ailleurs, le film réalisé par Sam Taylor-Wood en 2009, qui retrace l'adolescence de John Lennon à Liverpool et la genèse des Beatles, porte en relation directe avec la chanson, le titre Nowhere Boy.

## Interprètes
- John Lennon : chant, chœurs, guitare rythmique (1962 Gibson J-160E)
- Paul McCartney : basse (1964 Rickenbacker 4001S), chœurs
- George Harrison : guitare solo (1961 Fender Sonic Blue Stratocaster), chœurs
- Ringo Starr : batterie (Ludwig Super Classic Black Oyster Pearl)

## Reprises
La chanson a notamment été reprise par The Carpenters, Billy Lee Riley, Jeff Lynne (All This and World War II, 1976), les Bee Gees et Natalie Merchant. Elle est aussi reprise par Tiny Tim et sa version peut même être entendue sur le disque de Noël des Beatles de 1968. Nowhere Man a également été repris par The Mamas and the Papas lors d'un épisode de l'émission Hullabaloo (en) en 1966.